# امبیکا بامب
آمبیکا بامب یک دانشمند زیست پزشکی و تاجر آمریکایی است. بامب متخصص نانوپزشکی است و از فناوری نانو برای تشخیص و درمان بیماری استفاده می‌کند. بامب، به‌عنوان یک محقق فوق دکترا در موسسه ملی سرطان و موسسه ملی قلب، ریه و خون، اکتشافات جدیدی با نانوالماس‌ها انجام داد که منجر به راه‌اندازی شرکت بیوتکنولوژی بیکانتا شد. بامب هم‌اکنون معاون مدیر اجرایی در کمیسیون دو حزبی دفاع زیستی است.

## اوایل زندگی
بامب از پدر و مادر جین هندی متولد شد که برای تحصیلات عالی به ایالات متحده مهاجرت کرده بودند. پدرش اولین کسی بود که در خانوادهٔ خود مدرک دکترای فلسفه را به پایان رسانیده‌بود. مادرش اولین زنی بود که مدرک دانشگاهی خود را در یک رشتهٔ STEM در شهرش گرفته‌بود. پدبزرگ مادری او دامپزشک بود. بامب در سال ۲۰۰۲ از دبیرستان ساوت ساید به عنوان سخنران پایانی فارغ‌التحصیل شد.

## آموزش
بامب در سال ۲۰۰۵ با مدرک لیسانس در مهندسی زیست پزشکی و رشته فرعی در اقتصاد از موسسه فناوری جورجیا فارغ‌التحصیل شد. بامب در طول تحصیل در مقطع کارشناسی، جایزهٔ مهندس زن برجسته هلن ای. گرنگا و جایزه پژوهشگر رئیس‌جمهور ای. جو بیکر را دریافت کرد. پژوهش او دربارهٔ ردیابی نقاط کوانتومی در استخوان و غضروف بود. افزون بر این، او یک رهبر فعال در سازمان‌های مختلف دانشگاه بود.
بامب در سال ۲۰۰۸ دکترای خود را در رشته مهندسی پزشکی طیّ سه سال از دانشگاه آکسفورد و با دریافت بورسیه مارشال و برنامه NIH-OxCam به پایان رساند. او یک نانوذره triple-reporting تولید کرد و گسترش‌پذیری این فناوری را به انواع مختلف بیماری از جمله سرطان و ام اس نشان داد. نانوذرات مغناطیسی پتانسیلی قوی در تشخیص و درمان سرطان نشان داده‌اند. بامب پس از فارغ‌التحصیلی در دو دورهٔ فوق دکتری در موسسه ملی سرطان (۲۰۰۹–۲۰۱۱) و موسسه ملی قلب، ریه و خون (۲۰۱۱–۲۰۱۳) ادامه داد.

## شغلی
پیشرفت‌های بامب در زمینه‌های نانوپزشکی و تشخیص به ثبت اختراعات و انتشارات متعددی انجامیده است. او همچنین شرکت زیست‌فناوری خود را به نام بیکانتا پایه‌گذاری کرد که از نانوالماس استفاده می‌کند تا به دانشگاهیان و پزشکان اجازه دهد تا در سطح سلولی به مطالعه و رسیدگی به بیماری‌ها بپردازند. بیکانتا یکی از نخستین شرکت‌های نوپای زیست‌فناوری بود که سرمایه‌ای از وای کامبینیتر و جایزهٔ FAST مؤسسه علوم زندگی کالیفرنیا را دریافت کرد. QB3 این شرکت را به عنوان یکی از چهار شرکت نوپای برتر تشخیصی در سال ۲۰۱۵ نام نهاد.
همچنان که بیکانتا برای انتقال فناوری به آزمایشات بالینی آماده می‌شد، رسوایی ترانوس عمومی شد و بسیاری از سرمایه‌گذاران از فضای تشخیصی خارج شدند. به همین سبب بیکانتا نتوانست سرمایه لازم را برای ادامه کارآزمایی‌های بالینی خود جمع‌آوری کند.
بامب علاوه بر علایق علمی و تجاری خود در سازمان‌های پیشگام ملّی در سیاست‌گذاری علمی، به‌ویژه مرتبط با فناوری نانو، مشارکت داشته است. او پس از بیکانتا به عنوان مشاور علوم و فناوری بهداشت برای وزیر امور خارجه در دفتر مدیریت بحران و راهبرد در دسامبر ۲۰۱۹ آغاز به کار کرد. او در این دفتر در واکنش دولت به همه‌گیری کووید-۱۹ نقش‌آفرینی کرد. بامب بعداً به عنوان معاون مدیر اجرایی به شورای مشاوران علم و فناوری رئیس‌جمهور جو بایدن منتقل شد.

## جوایز و تقدیر
- بورسیه مارشال[۲]
- جایزه شورای دانش‌آموختگان برجسته جوان مهندسی - موسسه فناوری جورجیا[۶]